# Brian Kerr (football)
Pour l'entraîneur irlandais de football, voir Brian Kerr.
Brian Kerr, né le 12 octobre 1981 à Bellshill, North Lanarkshire, Écosse, est un footballeur international écossais, qui évolue au poste de milieu de terrain.

## Carrière en club
Brian Kerr commence sa carrière à Newcastle United en Premier League mais ne réussit pas à s'imposer comme titulaire dans l'équipe première. À la fin de son contrat avec les Magpies, il choisit de venir jouer dans le grand club de sa région natale, le North Lanarkshire, Motherwell, malgré l'intérêt du club allemand du Borussia Dortmund.
Son passage à Motherwell est marqué par une grave blessure aux ligaments croisés antérieurs lors d'un match amical de préparation et qui le laissera hors des terrains pendant neuf mois. Il s'engage ensuite avec Hibernian, étant un membre habituel de l'équipe première tant que John Collins dirigeait l'équipe, mais est souvent relégué sur le banc à partir de l'arrivée de Mixu Paatelainen comme manager du club. Il est finalement libéré de son contrat le 1er septembre 2008.
Il est alors en contact avec le club canadien de MLS Toronto FC, mais cela ne se concrétisera pas, tout comme les essais infructueux effectués auprès des clubs anglais de Brighton & Hove Albion et Oldham Athletic. Brian Kerr confiera même au Daily Record, en janvier 2009, qu'il songeait mettre un terme à sa carrière, vu la difficulté qu'il rencontrait à retrouver un club depuis son départ de Hibernian. Rapidement après cette interview, le nouveau manager de Inverness CT, Terry Butcher, le contacte pour un essai où Brian Kerr s'engage le 2 février 2009. Toutefois, à l'issue de la saison, Inverness CT est relégué et le libère de son contrat.
Cette fois-ci, il retrouve tout de suite un nouveau club, s'engageant avec Dundee FC, où il passe un an et demi. En juillet 2011, il signe à l'Arbroath FC. Après deux années, il quitte le club.

## Carrière internationale
Brian Kerr connut trois sélections avec l'Écosse, toutes pendant que Berti Vogts était sélectionneur.

### Détail des sélections
| Sélection | Date        | Lieu                                  | Compétition  | Résultat | Adversaire        | Titulaire/Remplaçant           | Maillot n° |
| --------- | ----------- | ------------------------------------- | ------------ | -------- | ----------------- | ------------------------------ | ---------- |
| 1re       | 27 mai 2003 | Tynecastle Stadium, Édimbourg, Écosse | Match amical | N 1-1    | Nouvelle-Zélande  | remplace Jackie McNamara (83e) | 14         |
| 2e        | 27 mai 2004 | A. Le Coq Arena, Tallinn, Estonie     | Match amical | V 1-0    | Estonie           | remplace James McFadden (89e)  | 16         |
| 3e        | 30 mai 2004 | Easter Road, Édimbourg, Écosse        | Match amical | V 4-1    | Trinité-et-Tobago | remplace Gary Holt (54e)       | 19         |